# Линейни кораби тип „Бретан“
Бретан (на френски: Bretagne) са серия френски линейни кораби от 1910-те години. Първият и единствен завършен тип френски свръхдредноути, корабите от тази серия са проектирани в рамките на корабостроителната програма за 1912 г. Независимо от своята класификация като свръхдредноути, представители на типа по своите размери не превъзхождат предшестващия тип „Курбе“, страдайки от същите ограничения, наложени от възможностите на наличните във френските военноморски бази докове.
Всичко през 1912 г. са заложени три линкора от типа „Бретан“, планиращи се да заменят в състава на флота остарелите броненосци „Шарл Мартел“, „Карно“ и „Либерте“. Към началото на Първата световна война, корабите все още се строят, но високата им степен на готовност кара френското правителство да продължи дострояването на линкорите, независимо от пълната концентрация на усилията на промишлеността върху сухопътния фронт. Още един модифициран линкор от типа „Бретан“, с названието „Басилевс Константинос“, е поръчан от Гърция, но работите по него, започнати едва на 12 юни 1914 г., са прекратени през август и повече не са възобновявани. Трите френски кораба влизат в строй в периода 1915 – 1916 г., но в хода на войната нямат нито един изстрел по противника, макар „Прованс“ да се използва в операциите по неутрализацията на гръцкия флот от 19 октомври 1916 г.
След края на Първата световна война и подписването от Франция на Вашингтонското съглашение, линкорите от типа „Бретан“ остават най-мощните кораби във френския флот до влизането в строй на линкорите от типа „Дюнкерк“. От 1917 г. и в междувоенния период линкорите от типа „Бретан“ последователно преминават редица модернизации, макар най-значителната от тях да е увеличаването на недостатъчния ъгъл на възвишение на оръдията от главния калибър. В хода на Втората световна война корабите от серията, до капитулацията на Франция, се използват за изпълняване на спомагателни задачи и нямат участия в бойните действия. Два от линкорите на този тип са потопени от британските сили в хода на Операция Катапулт, втория от тях е изваден, но отново потопен в Тулон през 1942 г. и като боен кораб повече не е възстановяван. Единствения преживял войната кораб, „Лорен“, след нейния край се използва като плаваща казарма до своето окончателно отписване от флота през 1953 г.

## История на проекта
Към 1910-те години флота на Франция се намира в дълбок концептуален и технически упадък. Някога заемащ второто място в света след британския, той вече очевидно отстъпва и на германския, американския и губи позиции даже в сравнение с японския. Съюза с традиционния противник – Великобритания – пречупва строената от векове военноморска доктрина на Франция; слабата организация в конструкторските и строителните работи води до това, че корабите се залагат вече морално остарели и се строят абсурдно дълго. Изиграват своята роля и погрешните представи на френския флот за морския бой от бъдещето, което води до залагането на голямата серия ескадрени броненосци от типа „Дантон“ по времето, когато почти всички останали морски държави вече считат корабите от този клас за безнадеждно остарели.
Залагането през 1910 г. на първите френски дредноути от типа „Курбе“ не подобрява положението с много; с нищо незабележителни, тези кораби не изпъкват на фона на аналозите си даже към момента на залагане, а към момента на спускането им на вода вече става известно за строителството във Великобритания, САЩ и Япония на първите супердредноути, значително превъзхождащи строящите се френски. Още повече, традиционният средиземноморски опонент на Франция – Италия – залага по-мощни дредноути, отколкото французите.
В опит да се поправи положението правителството на Франция издава „Statut Naval“ от 30 март 1912 г.; този закон оторизира построяването на океански флот от 28 нови дредноута и супердредноута към 1920 г. Първите кораби от новата програма е планирано да се заложат през 1912 г. Поради дефицита на време, а също и ограничените размери на френските докове, инженерите се ограничават с основното преработване на проекта „Курбе“; новите супердредноути трябва да имат същите основни характеристики, но в като основно въоръжение се предполага да се използват много по-мощните 340-мм 45-калибрени оръдия, разработени от френските арсенали.
Щателното разглеждане на проекта, обаче, показва, че поради значителното тегло на новите кули корабите няма да влязат в ограниченията по дължина и по водоизместимост. Ограниченията обаче за френския флот са критически, тъй като са формулирани на основата на размерите на съществуващите докове (разхода на средства за реконструкцията на които правителството желае да избегне). В резултат на това е решено да се преработи проекта, заменяйки двете странични кули с една централна, способна да стреля по двата борда. Така намалява преследващия и ретирадния огън, но бордовия залп си остава както преди, по брой на оръдията.
Всички три супердредноута от типа „Прованс“ са заложени през 1912 г. и са спуснати на вода през 1913 г. Дострояването им се забавя поради войната, и корабите влизат в строй в периода 1915 – 16 г.

## Конструкция
В основата си, супердредноутите от типа „Бретан“ повтарят предшестващия тип „Курбе“. Те са по-големи с примерно 500 тона; тяхната нормална водоизместимост е около 23 900 тона, при равни други размери. Техните корпуси имат аналогична на предшествениците конструкция, с дълъг полубак, от форщевена и до барбета на кърмовата висока кула на главния калибър. Обаче, за разлика от корабите на типа „Курбе“ ширината на палубата на полубака се равнява по ширината на корпуса по цялата дължина на кораба.
Основното конструктивно различие от предходния тип е наличието на новата артилерия на главния калибър и по-рационалното разположение на кулите.
Към останалите разлики при супердредноутите от типа „Бретан“ се отнасят наличието само на два комина (пред и зад централната кула) и различията в разположението на мачтите и надстройките.
В сравнение с предходния тип на корабите от типа „Бретан“ има добре обмислена система за разделяне на водонепроницаеми отсеци. Благодарение на отказа от бордовите кули се появява възможността да се постави бронирана надлъжна противоторпедна преграда.

### Въоръжение
Основното въоръжение на супердредноутите от типа „Бертан“ се състои от десет 340-мм 45-калибрени оръдия образец 1912 г. Това са успешни за времето си тежки оръдия, разработени изходя от изискванията да се осигури за новите кораби огнева мощ, сравнима с британските и немските аналози. Такова оръдие тежи 66 950 кг. Боезапаса съставлява 100 изстрела на ствол. Оръдията от този тип стрелят с 554-килограмови бронебойни снаряди с начална скорост до 790 метра в секунда, или олекотените 465 – 445 килограмови фугаси, с начална скорост 893 – 916 метра в секунда. Скорострелността им съставлява около два изстрела в минута.
Оръдията на главния калибър се разполагат в пет двуоръдейни кули, по дължината на кораба. Две кули са разположени линейно-терасовидно на носа, на полубака, една кула в центъра на корпуса, и две на кърмата на горната палуба. Всички оръдия на кораба могат да се обръщат по произволен борд за воденето на огън с пълни залпове. Обаче, както и в случая с „Курбе“, ъгълът на възвишение на оръдията в кулите е съвсем недостатъчен, и съставлява поначало не повече от 12°; това ограничава далечината на стрелба с бронебойните снаряди образец 1912 г. на 14 500 метра, което съответства на най-старите британски дредноути, макар и слабо, но за утешение служат прекрасните балистични характеристики на френските оръдия, имащи разсейване на залпа под 100 м при стрелба на максималната далечина. Само на „Лорен“ ъгъла на възвишение е увеличен до 18°, а далечината на стрелба нараства до 18 км. На останалите кораби модернизацията е направена вече след сключването на примирието.
Противоминният калибър се състои от двадесет и две 138,6-мм оръдия образец 1910 г. с дължина на ствола 55 калибра. Оръдието има разделно-гилзово зареждане и ъгли на подем −7°/+15°. Масата на барутния заряд е 10,4 кг. Бронебойния снаряд с маса 39,5 кг има начална скорост от 820 м/с, което осигурява максималната далечина от 16 000 м. Фугасния снаряд с маса 31,5 кг получава начална скорост от 840 м/с, което осигурява максимална далечина от 15 100 м. Скорострелността съставлява 5 – 6 изстрела в минута. Противоминната артилерия е разположена в каземати, побордно. Боезапасът съставлява по 275 изстрела на оръдие. По носа могат да стрелят осем оръдия, по борда 11 и по кърмата осем. Малокалибрената артилерия се състои от седем 47 мм оръдия (Hotchkiss 47 mm L/50 M1902) с дължина на ствола 50 калибра, теглото на снаряда е 1,5 кг. Пет 47-мм оръдия са разположени на покривите на кулите на главния калибър: на носовите и средната кули по левия борд, а на кърмовите кули по десния борд. Лафетите на тези оръдия са приспособени за стрелба по въздушни цели. Две оръдия стоят побордно на продължението на покрива на камбуз при бойната рубка и изпълняват ролята на салютни. Минно-торпедното въоръжение се състои от четири 450-мм подводни торпедни апарата.
Към момента на влизането в състава на флота, корабите също имат по две 75-мм зенитни оръдия, преправени от полеви оръдия образец 1897 г. Подобно въоръжение се счита за достатъчно за отбиването на атаки на хидроплани-торпедоносци и бомбардировачи, и за удържането на безопасна дистанция на неприятелските дирижабли. В процеса на дългата служба на линейните кораби от типа „Бретан“ състава на тяхната зенитна артилерия нееднократно се променя и усилва.

### Бронева защита
Броневата защита като цяло се основава на същите принципи, които са в основата на предшестващата серия дредноути „Курбе“, но с малки промени с оглед изискването за поставяне на по-мощна артилерия в ограничената водоизместимост. Главният брониран пояс от цементирана стомана се проточва по водолинията от форщевена до траверсната преграда на кърмата. Неговата дебелина в централната му част достига 270 милиметра, по краищата изтънявайки до 160 милиметра. Плочите на броневия пояс се издигат над водолинията на 2,35 м и на 1,7 м са потопени във водата под водолинията при носа и в средната част, а при кърмата на 0,8 м. Долния ръб на пояса е с дебелина 100-мм в централната част и 80 мм по краищата. Над главния пояс, казематите и борда между носовите и централната кули на главния калибър до палубата на полубака са защитени с горен пояс от 160 милиметрова броня. Дебелината на кърмовата траверсна преграда съставлява 180 мм.
Хоризонталната защита е представена от три бронирани палуби. Долната върви на нивото на главния броневи пояс, и има скосове, съединяващи се с неговия долен край; нейната дебелина съставлява 40 милиметра в централната част, и 70 милиметра по скосовете. Над нея е разположена плоската горна палуба, с дебелина от 48 милиметра, и палубата на полубака, с дебелина 15 мм върху 15-мм обшивка. Като цяло, бронирането на палубите е макар и мощно (сумарната им дебелина е 80 – 110 мм), но е разчетена да издържа на попадения от снаряди под остър ъгъл в близък бой, а не да защитава от падащите под голям ъгъл снаряди в боя на големи дистанции.
Челните и страничните стени на всички кули на главния калибър имат дебелина 300 мм. Задната плоча има дебелина 360-мм. Покрива има дебелина 72 мм. Барбетите над палубата имат дебелина от 270 мм (236 върху 34 мм подложка).
Бойната рубка има покрив с дебелина 60 мм, 50-мм под, стени с 300-мм дебелина и комуникационна тръба със стени с дебелина от 200 мм.
Главната разлика спрямо предшестващия тип в защитата е наличието на противоторпедна преграда.

### Система за управление на огъня
Французите правят много погрешни разчети за очакваната дистанция на боевете. Според техните довоенни разчети условията за видимост в морето ще ограничават дистанцията на воденето на огъня до величината 15 000 м. Изходя от това се планират ъгли на подем на оръдията и възможностите на далекомерите. Но боевете между германския и британския флотове в Северно море започват от дистанция 20 000 м.
Системата за управление на огъня на дредноутите от типа „Бретан“ е развита, но остаряла, съответствайки на погрешните представи на френските адмирали за това, че морският бой ще има решителен характер само на дистанции под 12 500 метра. Централното насочване се осъществява с помощта на един-единствен 4,57-метров далекомер на покрива на бойната рубка, който да определя разстоянието до целта. Директори на артилерийския огън няма; всяка кула самостоятелно следи целта, определяйки поправката по плясъците от падането на снарядите с помощта на собствен 2-метров далекомер.
Спомагателното въоръжение се цели с помощта на два далекомерни поста, един в носовата и друг в кърмовата част.

### Силова установка
Силовата установка се състои от четири турбини „Парсънс“, работещи на четири винта; общата им мощност съставлява 29000 к.с. Гребните винтове на „Бретан“ и „Прованс“ са трилопастни, а на „Лорен“ – четирилопастни. Котелната група е различна за различните кораби; „Бретан“ получава двадесет и четири котела „Никлос“, „Лорен“ двадесет и четири котела „дю Темпл“, и „Прованс“ осемнадесет котела „Белвил“. Всички котли имат смесено отопление. На изпитанията скоростта на пълен преден ход съставя средно около 20,6 възела.
Корабите имат запас гориво от 2680 тона въглища, и 300 тона нефт, която с впръсква върху въглищата за повишаване на температурата на тяхното горене. Далечината на плаване достига 4700 морски мили (8700 км) на ход от 10 възела, 2800 на скорост 13 възела и 600 мили на 20 възела.
Електроенергията изработват 4 турбогенератора с мощност по 200 кВт, разположени под главната бронева палуба в един отсек.

## Представители
| Название           | Корабостроителница                   | Заложен          | Спуснат на вода      | Влизане в строй   | Съдба                                                            |
| ------------------ | ------------------------------------ | ---------------- | -------------------- | ----------------- | ---------------------------------------------------------------- |
| „Бретан“ Bretagne  | Корабостроителница на флота в Брест  | 1 юли 1912 г.    | 21 април 1913 г.     | септември 1915 г. | потопен на 3 юли 1940 г. в хода на нападението над Мерс ел-Кебир |
| „Лорен“ Lorraine   | A.C. de la Loire, St-Nazaire         | 1 август 1912 г. | 30 септември 1913 г. | юли 1916 г.       | отписан на 17 февруари 1953 г., продаден за скрап през 1954 г.   |
| „Прованс“ Provence | Корабостроителница на флота в Лориан | 1 май 1912       | 20 април 1913        | 1 март 1916       | потопен на 27 ноември 1942 г., продаден за скрап през 1949 г.    |

Четвъртият кораб от тази серия, „Базилеос Константинос“, е заложен по поръчка на гръцкия флот през 1914 г.; обаче, началото на войната прекъсва строителството. Френският флот известно време разглежда възможността да довърши кораба за себе си, с името „Савоя“, но в крайна сметка се отказва от тази идея. След войната, корабът е предаден за скрап.

## История на службата

### Първа световна война
Супердредноутите от типа „Бретан“ не са готови към началото на Първата световна война, но работите по тях са напреднали достатъчно далеч, и френското правителство, опасяващо се от перспективата за противостояние с обединените австро-италиански флот в Средиземно море, взема решение да ги дострои. Въпреки това, поради значителния отлив на работна сила към фронта, и преориентирането на промишлеността за поддръжка на наземните войски, дострояването на корабите се проточва.
Всичките три супердредноута влизат в състава на френския флот през първата четвърт на 1916 г. Към това време, Италия вече е влязла във войната на страната на Антантата, и френското правителство може вече да не се опасява от перспективата да изгуби контрол над Средиземно море. Корабите от типа „Бретан“ съставят 1-ва бойна ескадра на френския флот; базирайки се в Корфу (завзет от войските на Антантата независимо от формалния неутралитет на Гърция), те контролират изхода от Адриатика, в случай на опит на австро-унгарския флот да се промъкне в Средиземно море. „Прованс“, през 1916 г., става флагман на френския флот, и държи този статус до края на войната.
В бойните операции на Първата световна война френските супердредноути нямат участие. Австро-унгарския флот, осъзнавайки своето неизгодно положение, не напуска защитените си бази. През 1917 г., екипажите на френските линкори са съществено намалени поради преместването на моряци за окомплектоване на екипажи за противолодъчни кораби. В същото време, базиращите се на Корфу френски кораби служат като ефективен инструмент за давление върху правителството на Гърция, враждебно настроено по отношение на Антантата.
В хода на службата им става ясно, че при вълнение казематите на четирите носови оръдия от противоминния калибър постоянно се заливат от вода и не могат ефективно да се използват. През 1918 г. те са свалени, а амбразурите им са запушени.
Също са поставени далекомери за зенитните оръдия.

### Междувоенен период
След края на войната, супердредноутите от типа „Бретан“ се използват в редица последващи операции. „Лорен“, през 1919 г., приема капитулацията на австро-унгарския флот, в противовес, на който той служи толкова дълго. Френското правителство планира да изпрати „Лорен“ и „Прованс“ в Черно море, за участието им в интервенцията в обхванатата от гражданска война Русия; обаче, мащабното недоволство на моряците води до отмяната на тези планове. В периода 1919 – 1921 г., тези два кораба оперират в Източното Средиземноморие, базирайки се в Константинопол. Ъгъла на възвишение на оръдията от главния калибър е увеличен до 18 градуса, което, заедно с новите снаряди, дава повече от приемливата далечина на стрелба от 21 000 метра.
През 1921 г., всички кораби от този тип са отзовани във Франция за участие в първия следвоенен морски преглед; скоро след това, „Прованс“ и „Лорен“ са извадени в резерва за икономия на средства.
Вашингтонското морско съглашение от 1922 г., изравняващо френския флот по тонаж на линкорите с италианския, принуждава французите да се откажат от дострояването на второто поколение линкори – типа „Норманди“. Даже и без оглед договорните ограничения, разорената от войната икономика на Франция не може да си позволи мащабна военноморска програма; освен това, във френския флот съществува силен дисбаланс с превес на линейните сили, на цената на липсата в него на съвременни турбинни крайцери и достатъчен брой съвременни разрушители.
Всички кораби от типа „Бретан“ нееднократно се модернизирират в междувоенния период. В годините 1918 – 1922, на всички кораби от типа са проведени мащабни работи, в опити да се приспособят към новите изисквания за войната по море. Системата за управление на огъня е модернизирана с поставянето на директори британско производство на главната мачта за оръдията на главния калибър, и 2-метрови далекомери отстрани на бойната рубка за спомагателния. Най-накрая, старите зенитни оръдия и салютните оръдия са свалени, заменяйки ги с четири нови 75-мм зенитки образец 1919 г.
Въпреки това, тази модернизация решава само част от проблемите. В периода 1924 – 1925 г., супердредноутите от типа „Бретан“ преминават втори цикъл на модернизация. Ъгъла на възвишение на оръдията от главния калибър отново е увеличен, този път до 23 градуса; това дава пределна далечина на стрелбата от 23 700 метра. За подобряване на мореходността, на носа е демонтиран броневия пояс до 155 шпангоут. Половината от котлите са преведени на нефтено отопление.
Последният цикъл модернизации корабите преминават през 1929 – 1934 г. При това всички котли са преведени на нефтено гориво, за пореден път е модернизирана системата за управление на огъня, свалени са торпедните апарати. Четири кърмови 138-мм оръдия са демонтирани, поставяйки на освободеното място още четири 75-мм зенитки ново образец и батарея зенитни картечници. При това, „Лорен“ преминава допълнителен цикъл модернизации; неговата централна кула е демонтирана, и на нейно място е поставен хангар и катапулт за хидросамолет.
Модернизирани, супердредноутите от типа „Прованс“ повече или по-малко съответстват на стандартите на 1930-те години, изключая скоростта. Те съставляват основната сила на френския флот, до влизането в неговия състав на бързоходните линейни кораби. През 1936 г., корабите от този тип действат при бреговете на Испания, осъществявайки контрол за невмешателство в гражданската война.

### Втора световна война
В началото на Втората световна война, супердредноутите от типа „Бретан“ се намират в състава на действащия флот; „Бретан“ и „Прованс“ се намират в Тулон, в същото време „Лорен“ оглавява Атлантическия Ескадрон в Брест.
С началото на военните действия, тези стари супердредноути интензивно се използват в конвойни операции. „Прованс“, базирайки се в Казабланка, осъществява патрулирания в търсене на немските рейдери. „Бретан“ осъществява прикритие на атлантическите конвои, по-късно се присъединява към „Force de Raid“ в Бизерта. Там те заварват капитулацията на Франция.
Поражението на Франция създава заплаха за получаването от немците на френските военноморски бази и поне част корабите на френския флот. С оглед влизнаето на Италия във войната, подобни действия могат да представляват смъртоносна заплаха за Великобритания. Във връзка с това, Уинстън Чърчил издава заповед да се неутрализират френските кораби, намиращи се в колониални пристанища; те да се убедят да се присъединят към силите на Свободна Франция, да се разоръжат и интернират до края на войната, или да се унищожат.
На 3 юли 1940 г., британска ескадра блокира „Force de Raid“ в Мерс ел-Кебир. Британците предявяват на французите ултиматум, изисквайки или да преведат корабите във Великобритания, или те да се насочат към Западното Полушарие, където френските моряци ще бъдат интернирани от американците. Френското командване не дава своевременен отговор на ултиматума; след това, британския флот открива огън.
В хода на последващата след това ожесточена престрелка, супердредноута „Бретан“ е поразен от 380-мм снаряди на британските линкори, един от които пробива неговите тънки броневи палуби, и детонира в погреб за боеприпаси. Мощният взрив напълно разрушава линкора, на кораба са убити и изчезват без вест: командира на кораба, капитан 1-ви ранг Ле Пиван, 37 офицера, 155 старшини и 784 матроса. Останалите живи 145 души са спасени основно от лодките на хидроавиотранспорта „Командан Тест“ под огъня на британските кораби. През 1942 г. адмирал Дарлан поставя на дамбата срещу отломките на кораба мемориална дъска в памет на неговата гибел. „Прованс“ е тежко повреден от попаденията на снарядите, запалва се и ляга на грунта. Впоследствие, французите успяват да извадят кораба и да го преведат в Тулон, където той е потопен от екипажа си на 27 ноември 1942 г., за да не попадне в ръцете на немците.
Единственият оцелял кораб от този тип остава „Лорен“. При капитулацията на Франция, линкорът се намира в Александрия; след съглашение с британското командване, линкорът е разоръжен и поставен на съхранение. През декември 1942 г., след десанта на съюзниците в Северна Африка, екипажите на интернираните в Александрия кораби се присъединяват към флота на Свободна Франция. През лятото на 1943 г., отново окомплектованият „Лорен“ преминава Суецкия канал, и, заобикаляйки Африка, пристига в Оран. Там, неговия катапулт и хангар за хидросамолети са демонтирани, и заменени с допълнително противовъздушно въоръжение.
„Лорен“ взема участие в операция „Драгун“ – десанта в южна Франция през 1944 г. Той поддържа с огъня си стоварването на войските, заедно с американските линкори обстрелвайки немските брегови батареи около Тулон, на френската Ривиера и в Сен Тропе. През декември 1944 г., линкорът влиза в освободения Шербур, за първи път за времето на войната връщайки се във френско пристанище.
През 1945 г., „Лорен“ взема участие в завършителните операции на войната – ликвидацията на изолираните немски гарнизони в северна Франция. На 14 – 20 април той, заедно с други френски кораби, бомбардира немските укрепления около Жиронда, проправяйки път за настъпление на съюзните войски. С връщането си в Тулон след капитулацията на Германия, линкорът е преквалифициран на учебно-артилерийски кораб, и се използва до 1947 г. През 1955 г. последният френски супердредноут е продаден за скрап.

## Оценка на проекта
Линейните кораби от типа „Бретан“ стават първите и последни супердредноути на френския флот. Построени като развитие на предшестващия тип „Курбе“, те са сравнително малки по размери, но адекватно защитени и въоръжени за мерките на времето си.
Противоминната артилерия на корабите от типа „Бретан“, е най-силната, и макар казематите да са разположени по-високо, отколкото на линкорите от другите страни, все пак тяхното разположение не позволява ефективното водене на огън в лошо време от всички оръдия.
Техните недостатъци са изцяло заимствани от типа „Курбе“: ъгъла на възвишение на оръдията на главния калибър при корабите от типа „Бретан“ е недостатъчен, а системата за управление на огъня е примитивна, корабите лошо се държат на вълна. Хоризонталното брониране, както и при всички линкори построени до „Ню Мексико“, не е разчетено за попадения в палубата на тежки снаряди под голям ъгъл. Най-сериозният плюс, по сравнение с предходния тип, става наличието на противоторпедна преграда.
Въпреки това, „Бретаните“ към момента на залагането им са най-силните кораби във френския флот, в достатъчна степен паритетни на съществуващите британски и немски супердредноути. Проточилото се дострояване до определена степен им помага, позволявайки да се поправят редица от недостатъците на проекта. След като Вашингтонския договор въвежда временен мораториум за построяване на нови линейни кораби, те стават основата на френската линейна флота за две десетилетия. Регулярните им модернизации през 1920-те години позволяват да се поддържат на нивото на изискванията на времето, поддържайки паритета на френския флот с италианския.
|                                              | „Ню Йорк“                      | „Бретан“                              | „Айрън Дюк“                            | „Императрица Мария“                | „Кьониг“                            |
| -------------------------------------------- | ------------------------------ | ------------------------------------- | -------------------------------------- | ---------------------------------- | ----------------------------------- |
| Заложен                                      | 1911                           | 1912                                  | 1912                                   | 1911                               | 1911                                |
| Влизане в строй                              | 1914                           | 1916                                  | 1914                                   | 1915                               | 1914                                |
| Водоизместимост, нормална, т                 | 27 432                         | 23 230                                | 25 400                                 | 23 413                             | 25 390                              |
| Пълна, т                                     | 28 820                         | 25 800                                | 30 032                                 | 24 500                             | 29 200                              |
| Тип СУ                                       | ПМ                             | ПТ                                    | ПТ                                     | ПТ                                 | ПТ                                  |
| Проектна мощност, к.с.                       | 28 100                         | 29 000                                | 29 000                                 | 26 000                             | 31 000                              |
| Проектна максимална скорост, въз.            | 21                             | 20,5                                  | 21,25                                  | 21                                 | 21                                  |
| Максимална, въз.                             | 21,13                          | 20,6                                  | 21,5 – 22,0                            | 21,5                               | 21,2 – 21,3                         |
| Пълен запас гориво                           | 2960,4 т въглища, 463,5 т нефт | 2680 т въглища, 300 т нефт            | 3302 т въглища, 1067 т нефт            | 1700 т въглища, 500 т нефт         | 3000 т въглища, 600 т нефт          |
| Далечина на плаване, мили (на скорост, въз.) | 7684 (12)                      | 4700 (10)                             | 4500 (20) 8100 (12)                    | 2960 (10)                          | 6800 (12)                           |
| Брониране, мм                                |                                |                                       |                                        |                                    |                                     |
| Пояс                                         | 305                            | 270                                   | 305                                    | 262,5+50                           | 350                                 |
| Палуби (сумарно)                             | 35 – 63                        | 85                                    | 45 – 89                                | 75                                 | 60 – 100                            |
| Кули                                         | 356                            | 300                                   | 279                                    | 250                                | 300                                 |
| Барбети                                      | 305 – 254                      | 270                                   | 254                                    | 250                                | 300                                 |
| Рубка                                        | 305                            | 300                                   | 279                                    | 300                                | 350                                 |
| Схема на разположението на въоръжението      |                                |                                       |                                        |                                    |                                     |
| Въоръжение                                   | 5×2 356/45 21×1×127/51 4 ТА    | 5×2×340/45 22×1×138/55 5×1 47-мм 4 ТА | 5×2×343/45 12×152-мм/45 4×1 47-мм 4 ТА | 4×3×305/52 20×1×130/55 8×1×75 4 ТА | 5×2×305/50 14×1×150/45 10×1×88 5 ТА |

И пак, както и в случая с броненосците, се оказва, че размера има значение. Изоставайки по време в количеството и качеството, Франция в следващия тип се старае да спечели за сметка на уникални проектни решения.

## Коментари
1. ↑  Установките на „Дредноут“ осигуряват максимален ъгъл на подем на оръдията от 13,5°, което дава максимална далечина от 15 040 м.
2. ↑  За британските и американските кораби в източниците водоизместимостта е дадена в дълги тона, за това тя е преизчислена в метрични тонове